# Beaufort, South Carolina
Beaufort är en stad i den amerikanska delstaten South Carolina med en yta av 60,7 km² och en folkmängd, som uppgår till 12 950 invånare (2000). Beaufort är huvudort i Beaufort County. Orten fick stadsrättigheter år 1711 och räknas som den näst äldsta staden i South Carolina. Charleston fick stadsrättigheter redan 1670 som Charles Towne.
Marine Corps Recruit Depot Parris Island är belägen söder om staden.

## Kända personer från Beaufort
- Robert Woodward Barnwell, politiker
- Joe Frazier, boxare
- Robert Rhett, politiker